# Kielgade
Kielgade er en gade i Århusgadekvarteret i Nordhavnen i København, der ligger mellem Rostockgade og Sassnitzgade. Gaden er opkaldt efter den tyske havneby Kiel.

## Historie og bebyggelse
Gaden ligger ligesom resten af Århusgadekvarteret i et område, der indtil 2014 var en del af Københavns Frihavn med begrænset adgang for offentligheden. Omkring 1943 fik den navnet Tværvej, en navn der dog i 1947 var ændret til Tværgade. Begge navne dækkede over, at gaden lå som en forbindelse på tværs mellem Billedvej, nu Rostockgade, og Jernvej, nu Sassnitzgade.
I forbindelse med områdets ophør som frihavn blev det imidlertid besluttet at omdanne det til en ny bydel med boliger og erhverv, hvilket blandt andet medførte anlæg af flere nye gader. Københavns Kommunes Vejnavnenævnet ønskede at følge traditionen med at give gadenavne efter et bestemt tema, i dette tilfælde internationale havnebyer, og det både for de nye gader og en række af de eksisterende. Det berørte blandt Tværgade, der blev foreslået omdøbt til Kielgade. Indstillingen blev godkendt på Teknik- og Miljøudvalgets møde 21 januar 2014 med virkning fra 1. marts 2014. Til almindelig forvirring omtaltes gaden i øvrigt som Tværgade i udvalgets mødedokument men Tværvej på det vedhæftede kort. I begge tilfælde blev det dog nu Kielgade.
Kielgade ligger midt i en firkant mellem Rostockgade, Helsinkigade, Sassnitzgade og Århusgade, der endnu i 2013 var bebygget med gamle pakhuse. I 2014-2015 ombyggede Tetris og NREP dem imidlertid til rækkehuse mellem Kielgade og Helsinkigade og til en karre med gårdhavehuse til den anden side, begge med navnet Frikvarteret. I praksis var ombygningen dog så omfattende, at der stort set ikke er bevaret andet end nogle gavle og facader ud mod Sassnitzgade og Rostockgade, mens alt langs med Kielgade er skiftet ud. Gavlene har til gengæld et århundred på bagen, idet de blev opført af Frihavnens arkitekt Christian Agerskov i 1916-1919.